# طرخشقون مخزني
طَرَخْشَقُون مخزني أو هِنْدِب أو هندباء برية (باللاتينية: Taraxacum officinale) هو نوع نباتي يتبع جنس الطرخشقون من الفصيلة النجمية من قبيلة الشيكورية.

## الوصف النباتي
الطرخشقون المخزني نبات معمر له جذر وتدي يتعمق حتى 30-40 سم. قد يصل ارتفاع النبات نحو 30 سنتيمتر تقريبا. الأوراق طويلة ومسننة بخشونة تنمو على شكل وريدة مجتمعة تخرج على مستوى سطح الأرض مباشرة.
يزهر النبات عادة في أوائل الربيع ومرة أخرى في الخريف. النورة الزهرية صفراء جميلة قطرها من سنتيمترات إلى أربعة. تنمو النورة في رأس سويقة جوفاء بطول حوالي 20 سنتيمترا. جذورها وتدية متعمقة. تحوي الساق والأوراق سائلا لامعا أبيضا كلون الحليب له درجة من السمية وامتصاصه من قبل الأطفال يشكل خطرا على حياتهم.
الثمرة عبارة عن فقيرة. البذور مزودة بمظلة من الشعيرات الدقيقة التي تساعدها على الطيران والانتقال لمسافات بعيدة.

## إزهار النبتة
تزهر في شهري نيسان وأيار.

## مكان وجود النبتة
الحقول والبساتين.

## الأجزاء الطبية من النبتة
جذورها وأوراقها قبل الازهار مع براعم الزهر.

## التسمية
من الأسماء الأخرى الشائعة التي يعرف بها هذا النبات في البلاد العربية:
- سن الأسد
- التالمة
- أسنان الأسد
- شجرة أسنان الأسد
- أسنان الأسد الشائع
- أنف الخنزير
- بوال
- تاج الراهب
- تلج جوك (من الفارسية)
- تلفاف بري
- خس بري
- دودة الأكالة
- زهرة الربيع الأيرلندية
- ساعة المجنونة
- سريس بري
- طرخشقوق
- طرخشون
- طرشقون
- كرة الصفراء
- كرة منفوخة
- كاسني صحرائي
- لعاعة
- هندابيا

ويتم الخلط بينها وبين أسماء عائدة لنبات الشيكوريا مثل (هندب، هندباء، هندباء برية وسريس) نظرا للتشابه بين النباتين قبل الإزهار.

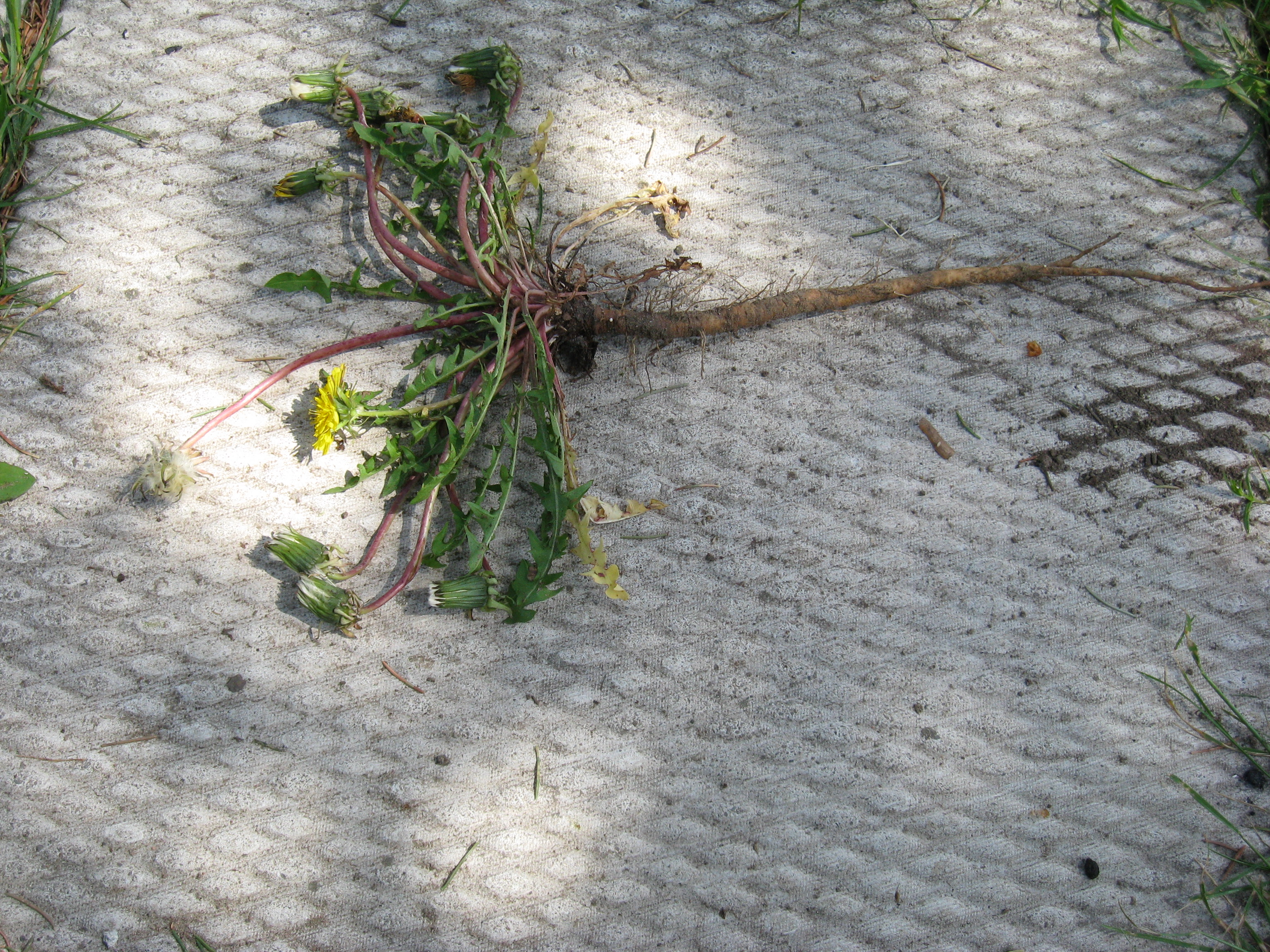
أوراق ونورات وجذر نبات التاراكساكوم الطبي

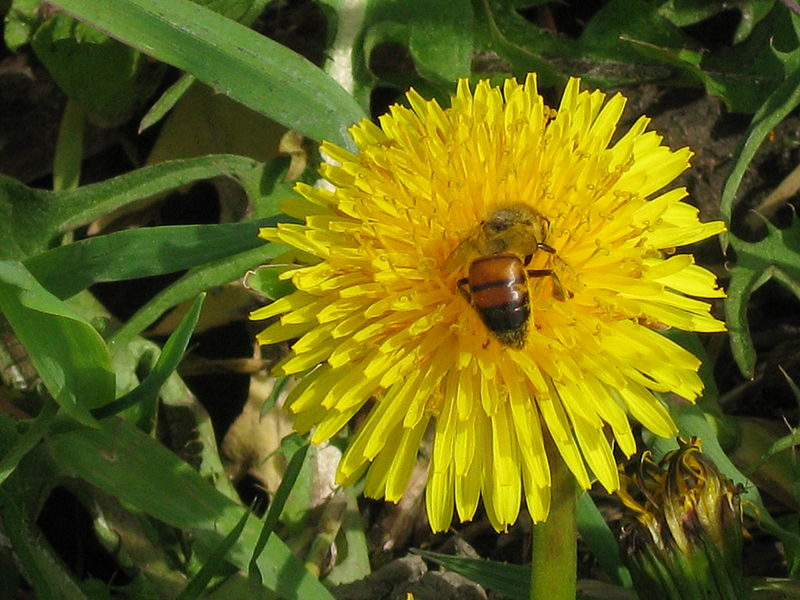
نحلة فوق زهرة التاراكساكوم الطبي

## وصلات خارجية
(بالfr+en) مرجع موسوعة الحياة (EOL) : طرخشقون مخزني 